# Nâzım Bey
Nâzım Bey, född 1872, död 1926, var en doktor i det osmanska riket. Han var en framstående person i den ungturkiska rörelsen och involverad i det armeniska folkmordet. Bey var bland annat med och organiserade dödspatruller, kallade chete. Dödspatrullerna mördade armenier som hade deporterats. I en intervju i New York Times 1915 förnekade Nâzım Bey att armenierna förföljdes. Han menade att de undersökningar som gjorts var felaktiga.